# Aartsbisdom Parakou

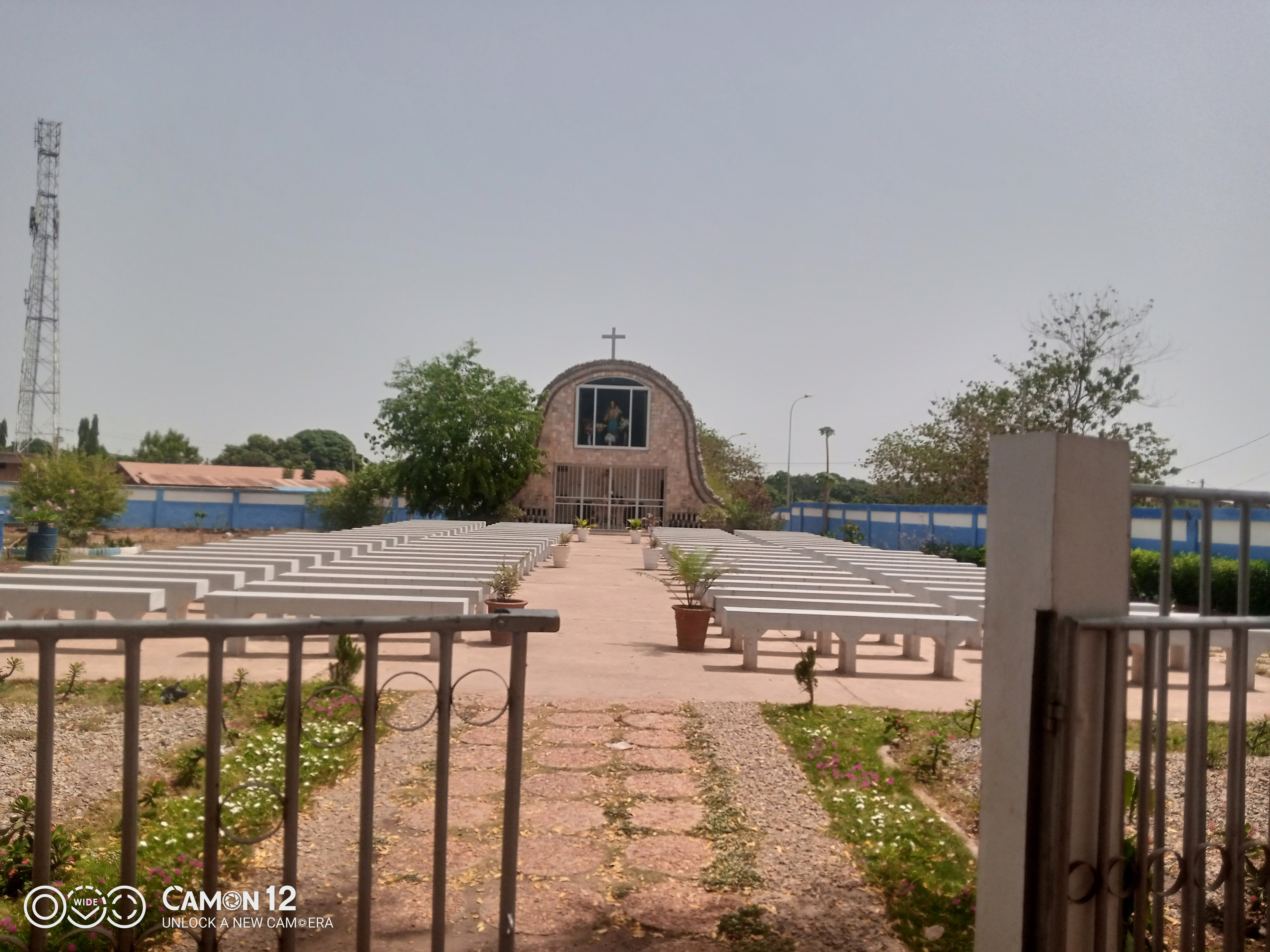
Kathedraal Saints-Pierre-et-Paul

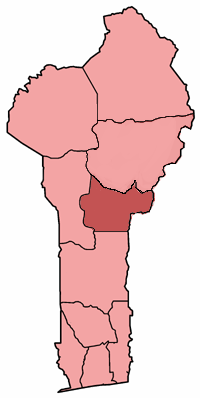
Het aartsbisdom binnen Benin

Het Aartsbisdom Parakou (Latijn: Archidioecesis Parakuensis) is een rooms-katholiek aartsbisdom, met haar zetel in Parakou in Benin. Benin is verdeeld in twee kerkprovincies, en de aartsbisschop van Parakou is metropoliet van een van deze kerkprovincies, die het noorden van het land omvat. Het aartsbisdom werd opgericht in 1997. 
Het aartsbisdom heeft een oppervlakte van 9.259 km² en beslaat het zuiden van het departement Borgou, meer bepaald de gemeenten Parakou en Tchaourou. 
In 2021 telde het aartsbisdom ongeveer 123.000 katholieken op een totale bevolking van 503.000 (24,5%). Het aartsbisdom telde 30 parochies bediend door 51 diocesane priesters.

## Suffragane bisdommen
- Bisdom Djougou
- Bisdom Kandi
- Bisdom Natitingou
- Bisdom N'Dali

## Geschiedenis
De eerste missies in het huidige Benin werden gesticht vanaf 1861. De evangelisatie bleef aanvankelijk beperkt tot het zuiden van het land. Pas vanaf 1895 werden er ook missieposten geopend in het noorden: Zagnanado (1896), Pèrèrè (1899), Savé (1930) en Kandi (1937). In het gebied was de islam ingebed en waren er ook al protestantse zendelingen actief. In 1944 werd een missiepost geopend in Parakou door de Franse pater Eugène Lieutaud, S.M.A. Hij richtte zich in eerste instantie op de evangelisatie van de Bariba, de grootste bevolkingsgroep in het aartsbisdom. In 1948 werd de apostolische prefectuur Parakou opgericht die het hele noorden van het toenmalige Dahomey omvatte. In 1964 werd Parakou een bisdom en in 1997 een aartsbisdom. Nestor Assogba was de eerste inlandse bisschop van Parakou. In 1999 werd het noorden van Borgou afgesplitst van het aartsbisdom Parakou om het nieuwe bisdom N'Dali te vormen.

## Lijst van bisschoppen en aartsbisschoppen
- François Faroud, S.M.A. (1948-1955)
- Robert Chopard-Lallier, S.M.A. (1957-1962)
- André van den Bronk, S.M.A. (1962-1975)
- Nestor Assogba (1976-1999)
- Fidèle Agbatchi (2000-2010)
- Pascal N'Koué (2011- )

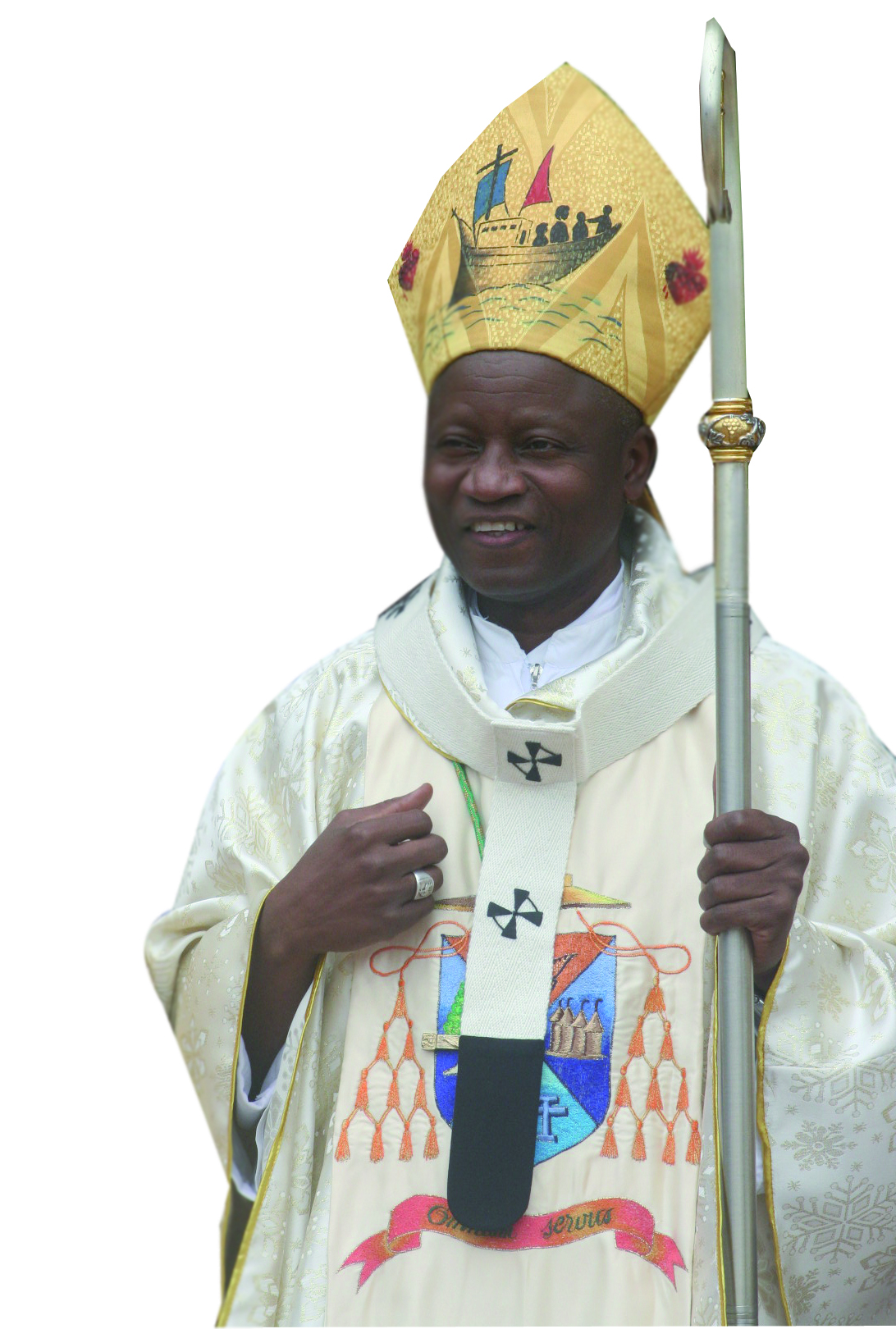
Pascal N'Koué